# Jaromír Podešva
Jaromír Podešva (født 8. marts 1927 i Brno, Tjekkiet - død 9. november 2000) var en tjekkisk komponist, lærer, og tekstforfatter.
Podešva studerede komposition og musik på Musikkonservatoriet i Brno, og på Janáček Musikakademi.
Han studerede efter endt studietid i Brno i Paris hos Henri Dutilleux, og i USA hos Aaron Copland.
Podešva har skrevet 10 symfonier, orkesterværker, kammermusik, koncerter og scenemusik etc.
Han underviste i komposition på Musikkonservatoriet i Ostrava og skrev selv lærebøger til undervisningsbrug.

## Udvalgte værker
- Symfoni nr. 1 (1950/1951) - for orkester
- Symfoni nr. 2 (1961) - for fløjte og strygere
- Symfoni nr. 3 "Kulmination--perlen på bunden" (1966) - (2 Symfoniske paralleller) - for orkester
- Symfoni nr. 4 "Kammersymfoni" (1967) - for fløjte, cembalo og strygere
- Symfoni nr. 5 "3 fragmenter fra Quinquennium" (1967) - for baryton og orkester
- Symfoni nr. 6 (1970) - for orkester
- Symfoni nr. 7 "Til minde om J.P. jun" (1951–1972) - (3 paralleller til tekster af K. Macha og L. Stehlik) (1982–83) - for orkester
- Symfoni nr. 8 "Ostrava" (1987) - for orkester
- Symfoni nr. 9 (1989) - for orkester
- Sinfonietta nr. 1 (1959) - for strygere
- Sinfonietta nr. 2 "Festlig" (1983) - for kammerorkester